# 스코츠데일 스타디움
스코츠데일 스타디움(Scottsdale Stadium)은 미국의 다목적 경기장이다. 애리조나주 스코츠데일에 있다.
과거 USL 애리조나 유나이티드 홈경기장으로 사용했으며, 현재 마이너 리그 베이스볼 루키 리그 애리조나 리그 애리조나 자이언츠의 홈경기장으로 사용하고 있다. 그리고 메이저 리그 베이스볼 샌프란시스코 자이언츠의 스프링 트레이닝 장소이다.